# Géline (rivière)
Pour les articles homonymes, voir Géline.
Le Géline est un cours d'eau qui traverse les départements des Pyrénées-Atlantiques et des Hautes-Pyrénées, en régions Nouvelle-Aquitaine et Occitanie. Il serpente sur le plateau de Ger. C'est un affluent du canal de Luzerte donc un sous-affluent de l'Adour, par le Lis et l'Échez.

## Hydronyme
L'hydronyme Géline apparaît sous la forme l'aygue aperade la Galine en 1429 (censier de Bigorre).

## Géographie
Elle prend sa source sur la commune d'Azereix (Hautes-Pyrénées) et se jette dans le canal de l'Uzerte au nord de Talazac sur la commune de Saint-Lézer (Hautes-Pyrénées).

### Hautes-Pyrénées
- Azereix, Ibos, Lagarde, Oroix, Oursbelille, Pintac, Saint-Lézer, Siarrouy, Talazac, Tarasteix

### Pyrénées-Atlantiques
- Ger